# Alsózsunk
Alsózsunk (románul: Dumbrava de Jos), falu Romániában, Erdélyben, Hunyad megyében.

## Fekvése
Körösbányától északkeletre, Felsőzsunk mellett fekvő település.

## Története
Alsózsunk (Dumbrava de Jos) korábban Zsunk (Juncu) része volt. 1956-ban adatai Felsőzsunkhoz (Dumbrava de Sus) voltak számítva, ekkor 521 lakosa volt. 1964-ben vált külön településsé.
Zsunk (Juncu), korábban Gyöngfalva egykor Zaránd vármegyéhez tartozott. 1439-ben említette először oklevél Gengfalva néven, majd a későbbiekben neve többféle formában is előfordult: 1441-ben Gyunk, 1445-ben  Gyewnk, 1464-ben Gywnchfalwa, 1733-ban Surca, 1750-bn Dzsunkul, 1760–1762 között Zsunck, 1805-ben Zsunk, 1808-ban Dsunk, 1854-ben Tulokfalva (Jounka), Juncu, 1888-ban Zsunk (Tulokfalu, Junku), 1913-ban Zsunk-nak írták nevét.
1464-ben Gywnchfalwa néven említették, mint a világosi vár tartozékát.[forrás?]
A trianoni békeszerződés előtt Hunyad vármegye Körösbányai járásához tartozott (Alsózsunk Dumbrava de Jos és Felsőzsunk Dumbrava de Sus).
Zsunknak 1910-ben 1177 lakosa volt, melyből 1169 román volt. Ebből 1174 görögkeleti ortodox volt.
Alsózsunknak 1966-ban 494, 1977-ben 435, 1992-ben 321, a 2002-es népszámláláskor 255 román lakosa volt.

## Nevezetesség
- 19. századi ortodox fatemplom